# Duolingo
Duolingo es una plataforma web destinada al aprendizaje gratuito de idiomas y a la certificación del nivel de inglés.
El sitio ofrece diversos cursos para hablantes de diferentes idiomas, para usuarios hispanohablantes está el curso de inglés, francés, alemán, portugués, italiano, catalán, sueco y ruso. Existen más cursos para hablantes del inglés como el curso de chino, japonés, neerlandés, coreano, danés, noruego, turco, hebreo, irlandés, ucraniano, klingon, navajo, tailandés, hawaiano, hindi, checo, griego, polaco, indonesio, húngaro, rumano, latín, galés, gaélico escocés, criollo haitiano, suajili, finés, yidis, entre otros también para hablantes de otros idiomas.
Además de su versión web de escritorio, cuenta con una aplicación para iOS, Android, y Windows Phone.
El 24 de septiembre de 2024, Duolingo compartió que con el apoyo y uso de la IA sería posible (mediante una subscripción pagada) acceder a una actividad didáctica para dialogar con los personajes de la plataforma de aprendizaje mientras se practica el idioma deseado por medio de una videollamada.  
El 1 de mayo de 2025, Duolingo anunció que serían "AI-first" (traducción literal: IA-primero), lo que significa que le darían más prioridad a la IA; también anunciaron que reemplazarían de poco a poco a sus contratistas por IA, lo que causó mucha controversia y que mucha gente desinstalara Duolingo y se quejara en las redes sociales por el cambio. 

## Historia
El proyecto fue iniciado por el profesor Luis von Ahn y el estudiante de posgrado Severin Hacker. En el desarrollo se utilizó principalmente el lenguaje Python y en él participaron Antonio Navas, Vicki Cheung, Marcel Uekermann, Brendan Meeder, Hector Villafuerte y Jose Fuentes. Originalmente el proyecto fue patrocinado mediante la Beca MacArthur otorgada a Luis von Ahn en 2006 y una beca de la Fundación Nacional para la Ciencia.
Duolingo ha sido un éxito comercial, con un ingreso de $36 millones USD para el año 2018, y recaudando para el 2020 un total de 148,3 millones de dólares en financiación. Su último financiamiento fue recaudado el 14 de abril de 2020. Entre sus inversionistas se encuentra el actor Ashton Kutcher.

## Idiomas más estudiados
A continuación, se muestran los cursos de idiomas en Duolingo, empezando desde los más estudiados.
MM. = Cantidad en millones'

m. = Cantidad en miles
| Posición                    | Idioma                      | Cantidad de usuarios | Porcentaje de usuarios |
| --------------------------- | --------------------------- | -------------------- | ---------------------- |
| 1                           | Inglés                      | 267,74 MM.           | 37.94 %                |
| 2                           | Español                     | 70,91 MM.            | 12.8 %                 |
| 3                           | Francés                     | 50,56 MM.            | 9.81 %                 |
| 4                           | Alemán                      | 34,4 MM.             | 5.48 %                 |
| 5                           | Japonés                     | 32,82 MM.            | 5.74 %                 |
| 6                           | Italiano                    | 27,99 MM.            | 4.30 %                 |
| 7                           | Coreano                     | 24,8 MM.             | 4.44 %                 |
| 8                           | Chino mandarín              | 16,35 MM.            | 2.86 %                 |
| 9                           | Portugués                   | 14,31 MM.            | 1.96 %                 |
| 10                          | Ruso                        | 12,49 MM.            | 2.25 %                 |
| 11                          | Hindi                       | 11,2 MM.             | 2.16 %                 |
| 12                          | Árabe                       | 8,57 MM.             | 1.34 %                 |
| 13                          | Chino cantonés              | 5,3 MM.              | 1.06 %                 |
| 14                          | Turco                       | 5 MM.                | 1.05 %                 |
| 15                          | Neerlandés                  | 3,37 MM.             | 0.60 %                 |
| 16                          | Griego                      | 2,98 MM.             | 0.45 %                 |
| 17                          | Sueco                       | 2,93 MM.             | 0.64 %                 |
| 18                          | Vietnamita                  | 2,83 MM.             | 0.51 %                 |
| 19                          | Polaco                      | 2,67 MM.             | 0.43 %                 |
| 20                          | Latín                       | 2,33 MM.             | 0.51 %                 |
| 21                          | Irlandés                    | 2,01 MM.             | 0.45 %                 |
| 22                          | Noruego                     | 1,8 MM.              | 0.38 %                 |
| 23                          | Hebreo                      | 1.68 MM.             | 0.33 %                 |
| 24                          | Alto Valirio                | 1,57 MM.             | 0.19 %                 |
| 25                          | Ucraniano                   | 1,46 MM.             | 0.21 %                 |
| 26                          | Indonesio                   | 1,44 MM.             | 0.26 %                 |
| 27                          | Rumano                      | 1,19 MM.             | 0.20 %                 |
| 28                          | Finlandés                   | 1,18 MM.             | 0.20 %                 |
| 29                          | Danés                       | 1,11 MM.             | 0.21 %                 |
| 30                          | Checo                       | 998 m.               | 0.18 %                 |
| 31                          | Zulú                        | 918 m.               | 0.08 %                 |
| 32                          | Hawaiano                    | 873 m.               | 0.21 %                 |
| 33                          | Galés                       | 773 m.               | 0.18 %                 |
| 34                          | Húngaro                     | 737 m.               | 0.13 %                 |
| 35                          | Suajili                     | 736 m.               | 0.15 %                 |
| 36                          | Gaélico Escocés             | 646 m.               | 0.16 %                 |
| 37                          | Criollo Haitiano            | 600 m.               | 0.07 %                 |
| 38                          | Esperanto                   | 430 m.               | 0.27 %                 |
| 39                          | Klingon                     | 414 m.               | 0.11 %                 |
| 40                          | Navajo                      | 371 m.               | 0.06 %                 |
| 41                          | Yidis                       | 363 m.               | 0.06 %                 |
| Cantidad total de usuarios: | Cantidad total de usuarios: | 620 849 000          |                        |

- Datos actualizados en abril de 2025.

## Metodología de trabajo
La principal característica didáctica es la practicidad, no es necesaria la lectura completa de textos de gramática para completar el curso en ningún idioma, uno puede llegar a entender el significado del mayor número de oraciones en el curso intuitivamente, solo con las imágenes, la pestaña de traducción y los errores que el programa le corrige. Las oraciones que resulten complicadas para alguien son respondidas por la comunidad, así se propicia el aprendizaje a través de la duda. Ninguna palabra es aprendida sin haber sido escuchada. Duolingo sigue el modelo computacional 1 a 1, es decir, que la máquina enseña constantemente al alumno y se adecúa a este, método que se perfecciona día a día con los datos recogidos por el aprendizaje de cada usuario que ya tomó el curso.
Los progresos en cada unidad se visualizan por medio de gráficos de «memoria llena» que indican el grado de dominio de las diferentes lecciones. 
Es posible comparar el propio progreso con el de otros participantes, por medio de la invitación a seguir o ser seguido. La disciplina, constancia y la perseverancia son fundamentales para lograr un mayor progreso, y se requiere entre 30 y 60 minutos diarios de práctica para obtener un dominio notable en un plazo relativamente corto. Por supuesto los idiomas romances serán aprendidos más rápidamente para los hispanohablantes en la plataforma. Duolingo por sí solo no basta para desarrollar las habilidades comunicacionales verbales en otro idioma. Para perfeccionarse los usuarios recomiendan usar Memrise, leer libros infantiles con audiolibro y ver películas subtituladas en Closed Caption. Es importante también contar con material de respaldo, manuales físicos o electrónicos, así como diccionarios bilingües como WordReference. La edad no es una limitación, pero sí puede serlo el dominio de las normas gramaticales del idioma materno.
En Duolingo, además de adquirir nociones sobre una lengua extranjera, el usuario puede mejorar la ortografía y otros pequeños errores en su lengua materna.

## La Incubadora de Idiomas

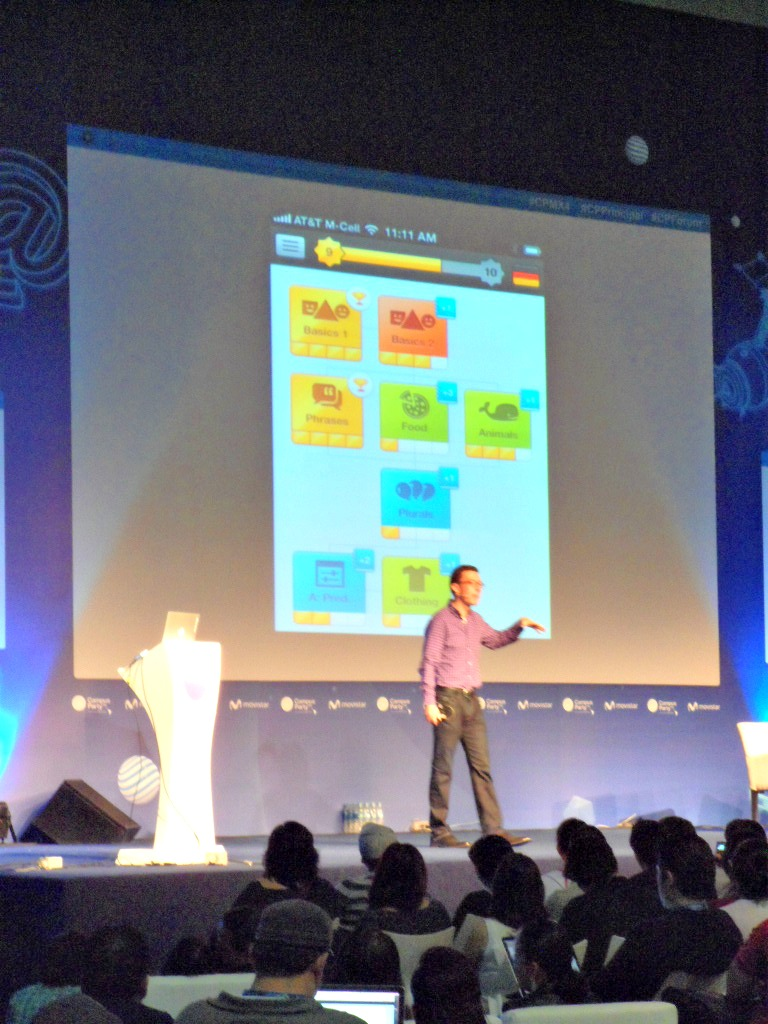
Luis von Ahn hablando sobre el proyecto Duolingo en una presentación

La incubadora de idiomas fue una iniciativa de Duolingo que permitía a los voluntarios bilingües de todo el mundo crear y desarrollar nuevos cursos de idiomas para la plataforma. En lugar de ir añadiendo lentamente más cursos de idiomas, Luis von Ahn anunció el 29 de mayo de 2013 que se crearían las herramientas necesarias para que la comunidad creara nuevos cursos de idiomas, con la esperanza de introducir nuevas lenguas e «incentivar a otros expertos, curiosos y gente apasionada sobre un idioma específico a seguir el camino». 
El resultado fue la Incubadora de Idiomas, lanzada el 9 de octubre de 2013, que contribuyó a la expansión y popularidad de Duolingo. Además de ayudar a la comunidad a una construcción rápida de cursos de idiomas, la Incubadora tenía también el objetivo de ayudar a preservar lenguas muertas o poco populares, como el latín, el xhosa o el euskera. El primer curso totalmente realizado por la comunidad de Duolingo a través de la Incubadora fue el curso de inglés para hablantes de ruso, el cual llegó a la versión en beta el 19 de diciembre de 2013. Durante el período que estuvo activa, se lanzaron más de 40 cursos de esta manera. 
Inicialmente cualquier persona podía participar en la construcción de un curso, para ello, debía postularse en la página oficial de la Incubadora. Allí el postulante elegía qué idioma desea ayudar a enseñar y para qué hablantes nativos. Duolingo imponía únicamente tres condiciones para ser un colaborador: ser bilingüe, comprometido y apasionado. El sitio web solicitaba un texto bilingüe creado por el postulante para comprobar sus habilidades en ambos idiomas.
Duolingo desactivó la incubadora de idiomas el 15 de diciembre de 2023.  La razón oficial que dio la empresa fue que querían enfocarse en mejorar la calidad y la diversidad de los cursos existentes, y que ya no podían mantener el programa de voluntarios que creaba los nuevos cursos. 

## Traducciones
El programa de inmersión fue un espacio donde los usuarios podían aplicar los conocimientos adquiridos a partir de la traducción de textos. Estos textos eran cargados tanto por los propios usuarios como por los moderadores y gran parte de ellos se encontraban allí por un fin de lucro: al finalizar su traducción, esta era vendida a ciertas empresas y esto constituía parte de la fuente de financiación de Duolingo.
La plataforma fue dada de baja el 20 de enero de 2017 con el objetivo de priorizar las nuevas tecnologías que Duolingo ha creado y que aún sigue desarrollando.

## Otros servicios

### Duolingo Test Center
El 22 de julio de 2014 Duolingo lanzó Duolingo Test Center, una plataforma de certificación oficial en idioma inglés que puede realizarse en la web, o con la aplicación, tanto en iOS como en Android, donde los exámenes son supervisados a través de cámara y micrófono. El examen requiere veinte minutos, cuesta 50 dólares estadounidenses y califica al alumno con una nota entre 0 y 10. Según un estudio a cargo de la Universidad de Pittsburgh, existe una correlación sustancial entre Duolingo Test Center y TOEFL iBT.
El 9 de junio de 2015 el Ministerio de Trabajo de la República de Colombia anunció que a través del programa 40 Mil Primeros Empleos se entregarán diplomas certificados por el Ministerio a aquellos jóvenes que consigan un nivel igual o superior al nivel B1 del Marco Común Europeo de Referencia (MCER) a través de dos exámenes en Duolingo Test Center.

### Duolingo para escuelas
En enero de 2015 Duolingo lanzó un proyecto titulado «Duolingo for schools», con el fin de proveer a los profesores de un tablero de control a través del cual puedan seguir el progreso de sus estudiantes en un determinado idioma. El tablero ayuda al profesor a comprender la debilidad y fortaleza individual de cada estudiante en cada habilidad y por lo tanto realizar un seguimiento al alumno.
Cada vez es más usado Duolingo en los salones de clase. Por ejemplo, en Costa Rica y Guatemala, Duolingo ha sido usado en escuelas públicas como un proyecto piloto llevado a cabo por los gobiernos.

### Duolingo Bots
El 6 de octubre de 2016 se lanzó Duolingo Bots, implementación integrada a la aplicación con la que se podía conversar con diversos personajes creados por Duolingo. Estuvo disponible solo para iOS en inglés, español, alemán y francés, pero luego fue retirado sin aviso previo.

### Duolingo Clubs
Duolingo Clubs fue lanzado el 20 de diciembre de 2016, con la intención de promover la competitividad y las relaciones entre los usuarios, agregándole más diversión al curso, lo que buscó incrementar la motivación en el aprendizaje. En Duolingo Clubs existía un ranking semanal de la experiencia adquirida en las lecciones, con insignias (logros) para adquirir, entre otros implementos más. Estuvo disponible en la versión para celulares iOS, Android y Windows Phone, y contaba con un sistema muy similar, aunque no idéntico y carente de algunas funciones, en la página web. Fue sustituido por un sistema de «ligas».

### Duolingo Labs
Duolingo Labs fue lanzado en el 22 de junio de 2017. Su finalidad es mostrar proyectos en desarrollo, experimentos o encuestas para buscar mejores maneras de aprendizaje. Al ser versiones de prueba pueden desaparecer en cualquier momento.
Actualmente solo se encuentra disponible para angloparlantes y solo tiene las funciones Stories y Events, cuyo objetivo es la práctica del español y el portugués para usuarios intermedios y avanzados, ayudándolos con la lectura, el oído y la comprensión. El otro se trata de eventos creados por la gente, cuyo objetivo es distraer a la gente invitándoles a eventos en los que se hablan diversos idiomas. En Stories hay 3 sets con 30 historias en texto que van apareciendo al mismo tiempo que suena la narración para después hacer preguntas. Cada 10 historias con 3 estrellas desbloquea el otro set.

## Cursos
Los cursos de idiomas que brinda Duolingo pueden separarse en tres grupos o fases, según el grado de desarrollo de cada uno:
- Incubando: Cursos que recientemente han comenzado a desarrollarse.
- En beta: Cursos que han alcanzado un grado de desarrollo tal que permite su lanzamiento como versión de prueba, mientras que es posible reportar errores y sugerencias.
- Estable: Cursos que se han desarrollado por completo. Aun así pueden contener errores pero en menor medida.

| A partir del | Bandera de Estados Unidos | Bandera de España | Bandera de Francia | Bandera de Alemania | Bandera de Italia | Bandera de Japón | Bandera de Corea del Sur | Bandera de la República Popular China | Bandera de Rusia | Bandera de Brasil | Bandera de la India | Bandera de Arabia Saudita | Bandera de Turquía | Bandera de los Países Bajos | Bandera de Suecia |  | Bandera de Grecia | Bandera de Irlanda | Bandera de Polonia | Bandera de Noruega | Bandera de Israel | Bandera de Cataluña | Bandera de Vietnam | Bandera de Hawái | Bandera de Dinamarca |  | Bandera de Indonesia | Bandera de Escocia | Bandera de Gales | Bandera de Rumania | Bandera de República Checa | Bandera de Tanzania | Bandera de Hungría | Bandera de Ucrania |  |  |  | Bandera de Finlandia | Bandera de Paraguay |  |  | Bandera de Haití |
| ------------ | ------------------------- | ----------------- | ------------------ | ------------------- | ----------------- | ---------------- | ------------------------ | ------------------------------------- | ---------------- | ----------------- | ------------------- | ------------------------- | ------------------ | --------------------------- | ----------------- |  | ----------------- | ------------------ | ------------------ | ------------------ | ----------------- | ------------------- | ------------------ | ---------------- | -------------------- |  | -------------------- | ------------------ | ---------------- | ------------------ | -------------------------- | ------------------- | ------------------ | ------------------ |  |  |  | -------------------- | ------------------- |  |  | ---------------- |
| Alemán       |                           |                   |                    | x                   |                   |                  |                          |                                       |                  |                   |                     |                           |                    |                             |                   |  |                   |                    |                    |                    |                   |                     |                    |                  |                      |  |                      |                    |                  |                    |                            |                     |                    |                    |  |  |  |                      |                     |  |  |                  |
| Árabe        |                           |                   |                    |                     |                   |                  |                          |                                       |                  |                   |                     | x                         |                    |                             |                   |  |                   |                    |                    |                    |                   |                     |                    |                  |                      |  |                      |                    |                  |                    |                            |                     |                    |                    |  |  |  |                      |                     |  |  |                  |
| Bengalí      |                           |                   |                    |                     |                   |                  |                          |                                       |                  |                   |                     |                           |                    |                             |                   |  |                   |                    |                    |                    |                   |                     |                    |                  |                      |  |                      |                    |                  |                    |                            |                     |                    |                    |  |  |  |                      |                     |  |  |                  |
| Checo        |                           |                   |                    |                     |                   |                  |                          |                                       |                  |                   |                     |                           |                    |                             |                   |  |                   |                    |                    |                    |                   |                     |                    |                  |                      |  |                      |                    |                  |                    | x                          |                     |                    |                    |  |  |  |                      |                     |  |  |                  |
| Chino        |                           |                   |                    |                     |                   |                  |                          | x                                     |                  |                   |                     |                           |                    |                             |                   |  |                   |                    |                    |                    |                   |                     |                    |                  |                      |  |                      |                    |                  |                    |                            |                     |                    |                    |  |  |  |                      |                     |  |  |                  |
| Coreano      |                           |                   |                    |                     |                   |                  | x                        |                                       |                  |                   |                     |                           |                    |                             |                   |  |                   |                    |                    |                    |                   |                     |                    |                  |                      |  |                      |                    |                  |                    |                            |                     |                    |                    |  |  |  |                      |                     |  |  |                  |
| Español      |                           | x                 |                    |                     |                   |                  |                          |                                       |                  |                   |                     |                           |                    |                             |                   |  |                   |                    |                    |                    |                   |                     |                    |                  |                      |  |                      |                    |                  |                    |                            |                     |                    |                    |  |  |  |                      |                     |  |  |                  |
| Francés      |                           |                   | x                  |                     |                   |                  |                          |                                       |                  |                   |                     |                           |                    |                             |                   |  |                   |                    |                    |                    |                   |                     |                    |                  |                      |  |                      |                    |                  |                    |                            |                     |                    |                    |  |  |  |                      |                     |  |  |                  |
| Griego       |                           |                   |                    |                     |                   |                  |                          |                                       |                  |                   |                     |                           |                    |                             |                   |  | x                 |                    |                    |                    |                   |                     |                    |                  |                      |  |                      |                    |                  |                    |                            |                     |                    |                    |  |  |  |                      |                     |  |  |                  |
| Hindi        |                           |                   |                    |                     |                   |                  |                          |                                       |                  |                   | x                   |                           |                    |                             |                   |  |                   |                    |                    |                    |                   |                     |                    |                  |                      |  |                      |                    |                  |                    |                            |                     |                    |                    |  |  |  |                      |                     |  |  |                  |
| Húngaro      |                           |                   |                    |                     |                   |                  |                          |                                       |                  |                   |                     |                           |                    |                             |                   |  |                   |                    |                    |                    |                   |                     |                    |                  |                      |  |                      |                    |                  |                    |                            |                     | x                  |                    |  |  |  |                      |                     |  |  |                  |
| Indonesio    |                           |                   |                    |                     |                   |                  |                          |                                       |                  |                   |                     |                           |                    |                             |                   |  |                   |                    |                    |                    |                   |                     |                    |                  |                      |  | x                    |                    |                  |                    |                            |                     |                    |                    |  |  |  |                      |                     |  |  |                  |
| Inglés       | x                         |                   |                    |                     |                   |                  |                          |                                       |                  |                   |                     |                           |                    |                             |                   |  |                   |                    |                    |                    |                   |                     |                    |                  |                      |  |                      |                    |                  |                    |                            |                     |                    |                    |  |  |  |                      |                     |  |  |                  |
| Italiano     |                           |                   |                    |                     | x                 |                  |                          |                                       |                  |                   |                     |                           |                    |                             |                   |  |                   |                    |                    |                    |                   |                     |                    |                  |                      |  |                      |                    |                  |                    |                            |                     |                    |                    |  |  |  |                      |                     |  |  |                  |
| Japonés      |                           |                   |                    |                     |                   | x                |                          |                                       |                  |                   |                     |                           |                    |                             |                   |  |                   |                    |                    |                    |                   |                     |                    |                  |                      |  |                      |                    |                  |                    |                            |                     |                    |                    |  |  |  |                      |                     |  |  |                  |
| Neerlandés   |                           |                   |                    |                     |                   |                  |                          |                                       |                  |                   |                     |                           |                    | x                           |                   |  |                   |                    |                    |                    |                   |                     |                    |                  |                      |  |                      |                    |                  |                    |                            |                     |                    |                    |  |  |  |                      |                     |  |  |                  |
| Panyabí      |                           |                   |                    |                     |                   |                  |                          |                                       |                  |                   |                     |                           |                    |                             |                   |  |                   |                    |                    |                    |                   |                     |                    |                  |                      |  |                      |                    |                  |                    |                            |                     |                    |                    |  |  |  |                      |                     |  |  |                  |
| Polaco       |                           |                   |                    |                     |                   |                  |                          |                                       |                  |                   |                     |                           |                    |                             |                   |  |                   |                    | x                  |                    |                   |                     |                    |                  |                      |  |                      |                    |                  |                    |                            |                     |                    |                    |  |  |  |                      |                     |  |  |                  |
| Portugués    |                           |                   |                    |                     |                   |                  |                          |                                       |                  | x                 |                     |                           |                    |                             |                   |  |                   |                    |                    |                    |                   |                     |                    |                  |                      |  |                      |                    |                  |                    |                            |                     |                    |                    |  |  |  |                      |                     |  |  |                  |
| Rumano       |                           |                   |                    |                     |                   |                  |                          |                                       |                  |                   |                     |                           |                    |                             |                   |  |                   |                    |                    |                    |                   |                     |                    |                  |                      |  |                      |                    |                  | x                  |                            |                     |                    |                    |  |  |  |                      |                     |  |  |                  |
| Ruso         |                           |                   |                    |                     |                   |                  |                          |                                       | x                |                   |                     |                           |                    |                             |                   |  |                   |                    |                    |                    |                   |                     |                    |                  |                      |  |                      |                    |                  |                    |                            |                     |                    |                    |  |  |  |                      |                     |  |  |                  |
| Tagalog      |                           |                   |                    |                     |                   |                  |                          |                                       |                  |                   |                     |                           |                    |                             |                   |  |                   |                    |                    |                    |                   |                     |                    |                  |                      |  |                      |                    |                  |                    |                            |                     |                    |                    |  |  |  |                      |                     |  |  |                  |
| Tailandés    |                           |                   |                    |                     |                   |                  |                          |                                       |                  |                   |                     |                           |                    |                             |                   |  |                   |                    |                    |                    |                   |                     |                    |                  |                      |  |                      |                    |                  |                    |                            |                     |                    |                    |  |  |  |                      |                     |  |  |                  |
| Tamil        |                           |                   |                    |                     |                   |                  |                          |                                       |                  |                   |                     |                           |                    |                             |                   |  |                   |                    |                    |                    |                   |                     |                    |                  |                      |  |                      |                    |                  |                    |                            |                     |                    |                    |  |  |  |                      |                     |  |  |                  |
| Télugu       |                           |                   |                    |                     |                   |                  |                          |                                       |                  |                   |                     |                           |                    |                             |                   |  |                   |                    |                    |                    |                   |                     |                    |                  |                      |  |                      |                    |                  |                    |                            |                     |                    |                    |  |  |  |                      |                     |  |  |                  |
| Turco        |                           |                   |                    |                     |                   |                  |                          |                                       |                  |                   |                     |                           | x                  |                             |                   |  |                   |                    |                    |                    |                   |                     |                    |                  |                      |  |                      |                    |                  |                    |                            |                     |                    |                    |  |  |  |                      |                     |  |  |                  |
| Ucraniano    |                           |                   |                    |                     |                   |                  |                          |                                       |                  |                   |                     |                           |                    |                             |                   |  |                   |                    |                    |                    |                   |                     |                    |                  |                      |  |                      |                    |                  |                    |                            |                     |                    | x                  |  |  |  |                      |                     |  |  |                  |
| Vietnamita   |                           |                   |                    |                     |                   |                  |                          |                                       |                  |                   |                     |                           |                    |                             |                   |  |                   |                    |                    |                    |                   |                     | x                  |                  |                      |  |                      |                    |                  |                    |                            |                     |                    |                    |  |  |  |                      |                     |  |  |                  |

### Lista de cursos disponibles
La siguiente es la lista de todos los cursos disponibles, incluyendo aquellos en fase beta.
| - Alemán - Alto Valyrio - Árabe - Checo - Chino - Coreano - Criollo Haitiano - Danés - Español - Esperanto - Finlandés - Francés - Galés - Gaélico escocés - Griego - Hawaiano - Hebreo - Hindi - Húngaro - Indonesio - Irlandés - Italiano - Japonés - Klingon - Latín - Navajo - Neerlandés - Noruego - Polaco - Portugués - Rumano - Ruso - Sueco - Suajili - Turco - Ucraniano - Vietnamita - Yiddish - Alemán - Catalán - Chino - Coreano - Esperanto (descontinuado) - Francés - Guaraní (descontinuado) - Inglés - Italiano - Japonés - Portugués - Ruso - Sueco | - Coreano - Español - Francés - Inglés - Italiano - Portugués - Japonés - Cantonés (incubando) - Alemán - Español - Esperanto (descontinuado) - Francés - Inglés - Italiano - Alemán - Inglés - Español - Esperanto (descontinuado) - Italiano - Portugués - Francés - Inglés - Español - Alemán - Inglés - Francés - Alemán - Sueco - Español (incubando) - Italiano (incubando) - Portugués (incubando) | - Inglés - Francés - Español - Alemán - Ucraniano (incubando) - Sueco (incubando) - Inglés - Francés - Español - Italiano - Inglés - Alemán - Ruso - Español - Inglés - Alemán - Francés - Inglés - Chino - Coreano - Francés - Español Los siguientes idiomas sólo ofrecen el curso de inglés. - Checo - Coreano - Griego - Hindi - Húngaro - Indonesio - Polaco - Rumano - Tailandés - Tamil - Ucraniano - Vietnamita |

## Idiomas estudiados
En 2016, Duolingo presentó un informe de su base de datos; para ello dio seguimiento a sus 120 millones de usuarios esparcidos en 194 países durante 3 meses. Los datos arrojados son los siguientes.
| Idioma              | Inglés | Francés | Español | Alemán | Sueco |
| ------------------- | ------ | ------- | ------- | ------ | ----- |
| 1 opción (# países) | 116    | 35      | 32      | 9      | 1     |
| 2 opción (# países) | 13     | 77      | 57      | 29     | 1     |
| usuarios (millones) | 84.06  | 23.15   | 34.57   | 13.38  | 1.51  |

Nota: Total de usuarios por cada idioma, datos actualizados a mayo de 2020.
De un total de 19 idiomas, el inglés lo estudian el 53% de los usuarios, especialmente en regiones como América Latina, Medio oriente y Sudeste asiático. El español con el 17% de los usuarios destacan países como Estados Unidos, Reino Unido y Noruega, y a nivel regional América anglosajona. El francés con el 11% de los usuarios en especial de África, como Nigeria y Sierra Leona. En el continente americano, Canadá se lleva su gran mayoría.
Sin embargo, debido a la Pandemia de COVID-19, el número de países y usuarios se alteraron y la plataforma obtuvo 30 millones de usuarios nuevos. El inglés superó la cifra de 120 millones de usuarios, mientras los dos idiomas que le siguen son el español que pasó de ser estudiado en 32 países a 34 y el francés que se desplomó de 35 a 23 países. Los idiomas en los que más aumentó el número de usuarios fueron los asiáticos, como hindi, coreano, japonés y chino.

## Reconocimientos y premios
En 2013, Apple eligió Duolingo como su App para iPhone del año; es la primera vez que este honor es concedido a una aplicación educativa y fue la aplicación más descargada en la categoría de educación en Google Play en 2013 y 2014.[cita requerida]

## Nuevas funciones
En 2023, el CEO Luis Von Ahn en evento anual DuoCon y en su cuenta de X, dieron la gran noticia de que en la aplicación del búho verde, de ahora en adelante se podía aprender ya no solo idiomas, sino que se incluiría matemática y música respectivamente, programado para que llegara el 11 de octubre del respectivo año. Ahora si bien la función de enseñanza matemática está enfocada para los niños, según el sitio oficial de Duolingo mencionaron que cerca del 93% de los adultos genera algún tipo de estrés a la hora de aprender matemática, por lo que a través de su interactiva plataforma buscan que los adultos también se puedan divertir y aprender aritmética.
Uno de los cursos que otorga esta nueva función de Duolingo es el llamado "Brain Training", que cubre las funciones más complicadas de las matemáticas como números difíciles y cálculo mental, mientras que para los niños ofrece fracciones, geometría, decimales, operaciones con tres dígitos entre otras tareas más sencillas.

## Logotipos

2011-2019
2019-Actual